# Conrad Grönlund
Conrad Grönlund, född 18 juli 1794 i Lycksele församling, död 18 december 1882 i Åsele församling, var en svensk präst.

## Biografi
Conrad Grönlund föddes 1794. Han var son till komministern Jonas Grönlund i Sorsele församling. Grönlund blev 1818 student vid Uppsala universitet och prästvigdes 7 november 1819 till komministeradjunkt i Sorsele församling. Han blev nådårspredikant i församlingen 7 februari 1821 och fick 26 juni 1822 samma befattning i Arjeplogs församling. Den 9 februari 1825 blev han curam pastoris gerens i Sorsele församling och 14 januari 1827 vikarierande komminister i Kvikkjokks församling. Grönlund blev i sistnämnda församling ordinarie komminister 21 oktober 1829 och utnämndes 23 februari 1833 till ordinarie pastor i Sorsele församling, tillträde 1 maj 1835. Han blev pastors i Fredrika församling 26 september 1840, tillträde maj 1840. Från 1847 till 1853 var han visitator i södra lappmarkerna. Grönlund blev 30 maj 1853 kyrkoherde i Åsele församling, tillträde 1 maj 1854 och installerades 2 juli samma år i Åsele kyrka av visitator N. J. Sundelin. Från 1863 till 1864 var han tillförordnad visitator och kontraktsprost i Södra lappmarkens kontrakt. Grönlund avled 1882 i Åsele församling.

### Familj
Grönlund gifte sig 1821 med Anna Christina Ångman (1804–1895). Hon var dotter till komministern Berndt Olof Ångman i Sorsele församling.